# Autopista Nishiseto
La autopista Nishiseto (西瀬戸自動車道 Nishiseto Jidōshadō?) o autopista Shimanami (しまなみ海道 Shimanami Kaidō?) es una de las rutas de conexión  de las islas Honshū-Shikoku (本州四国連絡道路 Honshū-Shikoku Renraku Dōro?) y es conocida también como ruta Onomichi-Imabari (尾道・今治ルート Onomichi-Imabari Rūto?), y se asigna como E76.

## Características
Se extiende desde el intercambiador Nishiseto-Onomichi (西瀬戸尾道インターチェンジ Nishiseto-Onomichi Intāchenji?) de la ciudad de Onomichi (尾道市 Onomichi-shi?) en la prefectura de Hiroshima al intercambiador Imabari de la ciudad de Imabari en la prefectura de Ehime, recorriendo un total de 59,4 km. Atraviesa las islas de Mukai (向島 Mukai-shima?), Inno (因島 Inno-shima?), Ikuchi (生口島 Ikuchi-jima?), todas en la prefectura de Hiroshima; y las islas Oomi, Hakata y Oo, todas en la prefectura de Ehime.
Es parte de la ruta nacional 317 y el tramo es para uso exclusivo de automóviles. Es comúnmente conocida como Setouchi Shimanami-kaido (瀬戸内しまなみ海道 Setouchi Shimanami-kaidō?) o por su denominación abreviada, Shimanami-kaido. Su denominación en inglés es el de Shimanami Expressway.
Atraviesa islas del archipiélago de Geiyo (芸予諸島 Geiyo-shotō?) que se encuentran en el mar Interior de Seto, que se extienden entre las prefecturas de Ehime y Hiroshima; es un área de bellos paisajes naturales. En teoría es una ruta exclusiva para automóviles, pero cuenta con pasarelas peatonales y para ciclistas, que la convierten en la única ruta de conexión entre las islas de Shikoku y Honshu con estas características.
En su recorrido se localizan muchos centros turísticos, pero también es una ruta importante para la vida cotidiana, siendo utilizada para asistir a los centros educativos y de salud, y lugares de trabajo.
Consta de 10 puentes: el Nuevo gran puente de Onomichi (新尾道大橋 Shin-Onomichi Oohashi?), gran puente de Innoshima (因島大橋 Innoshima Oohashi?), puente de Ikuchi (生口橋 Ikuchi-bashi?), gran puente de Tatara, puente de Oomishima, gran puente Hakata-Ooshima que consta de dos puentes, y el gran puente del estrecho de Kurushima que consta de tres puentes.
Con la inauguración en el 2006 de los tramos que van desde el intercambiador Ooshima-Kita (大島北インターチェンジ Ooshima-Kita Intāchenji?) al intercambiador Ooshima-Minami (大島南インターチェンジ Ooshima-Minami Intāchenji?), y desde el intercambiador Ikuchijima-Kita (生口島北インターチェンジ Ikuchijima-Kita Intāchenji?) al intercambiador Ikuchijima-Minami (生口島南インターチェンジ Ikuchijima-Minami Intāchenji?), se completó la totalidad de la autopista.
El enlace con otras autopistas se realiza por la ruta nacional 2 a la autopista San'yō (山陽自動車道 San'yō-jidōshadō?), y por la ruta nacional 196 y autopista Imabari-Komatsu a la autopista Matsuyama.

## Intercambiadores y características

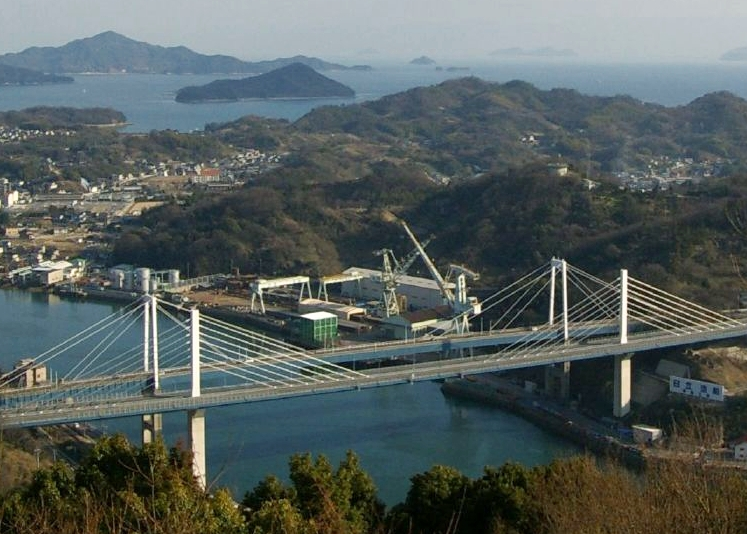
Nuevo Gran Puente Onomichi y Gran Puente Onomichi.

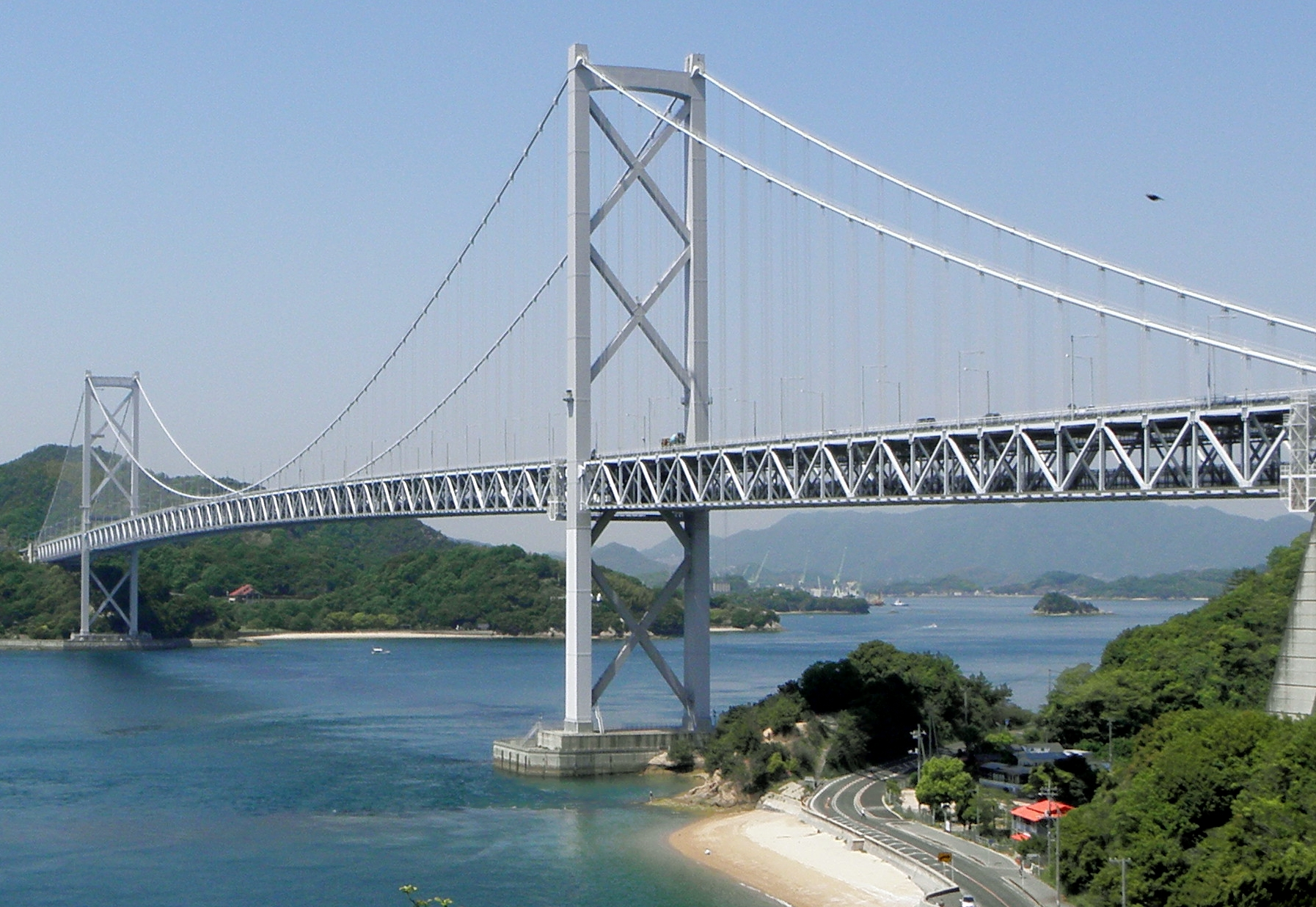
Gran Puente de Innoshima.

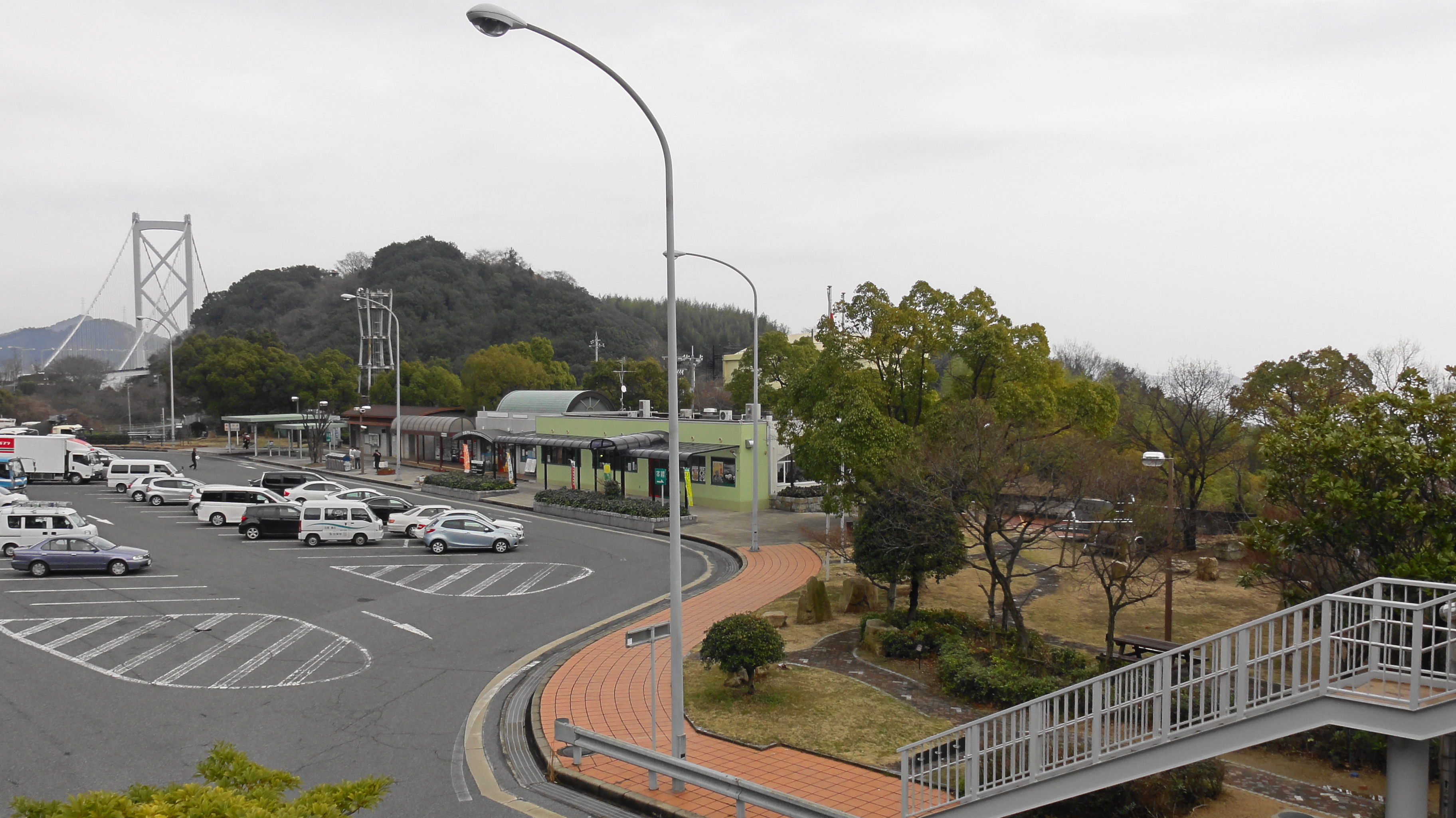
Área de parqueo Oohama.

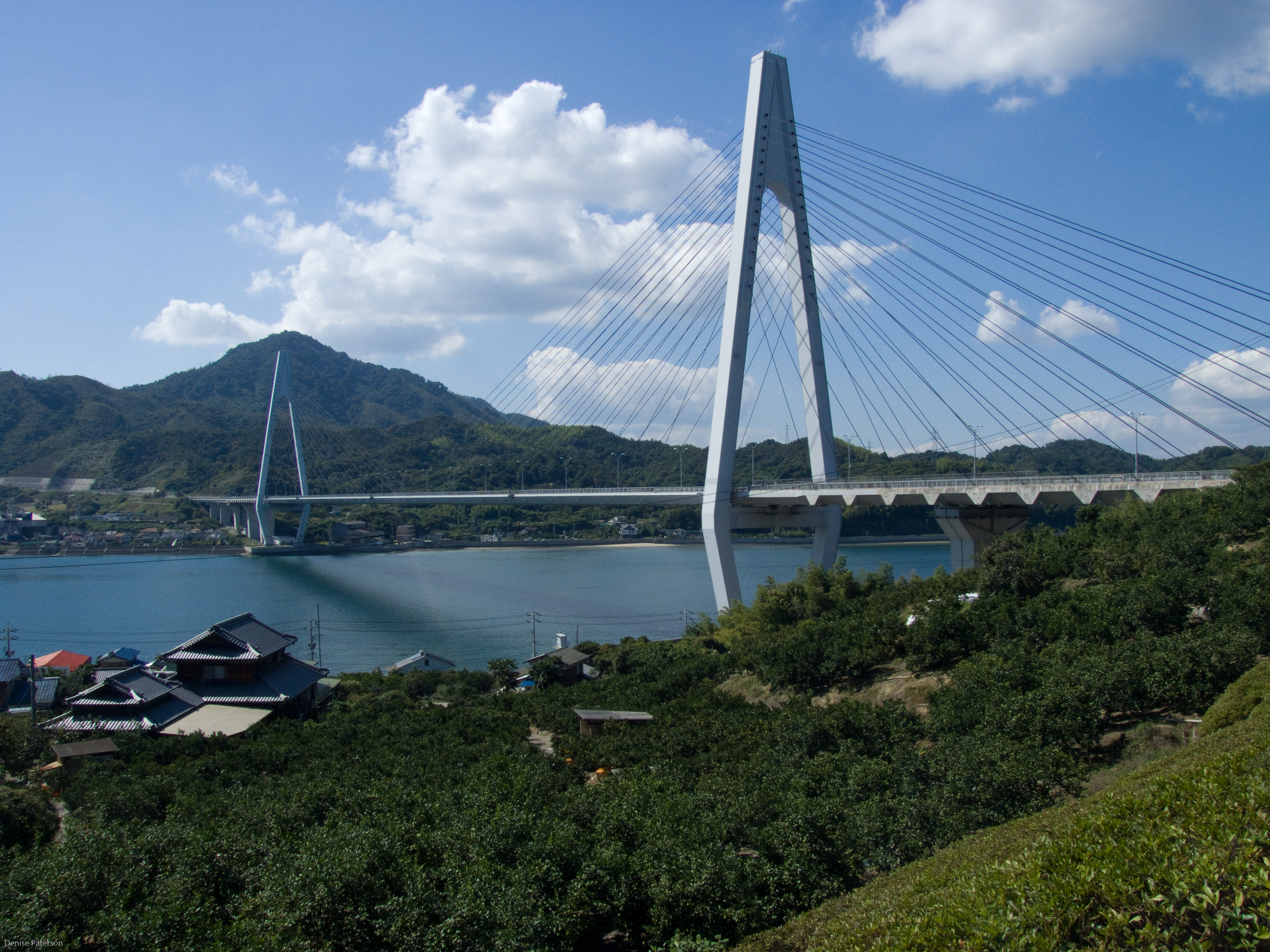
Puente de Ikuchi.

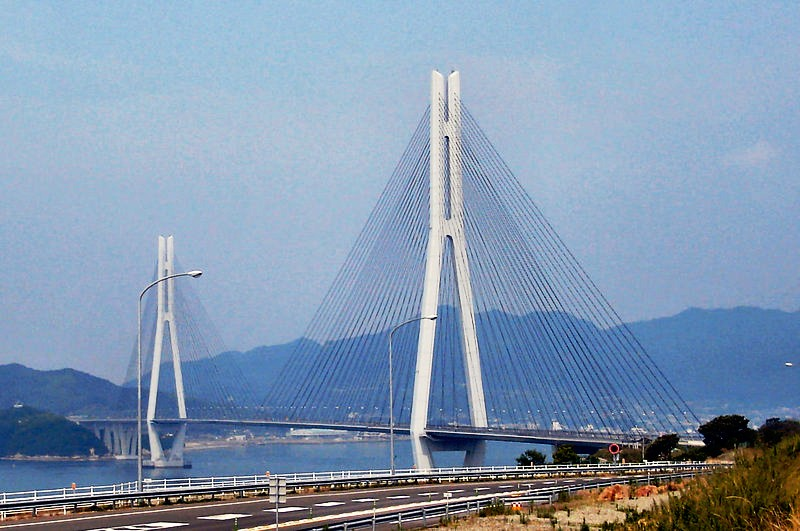
Gran Puente de Tatara.

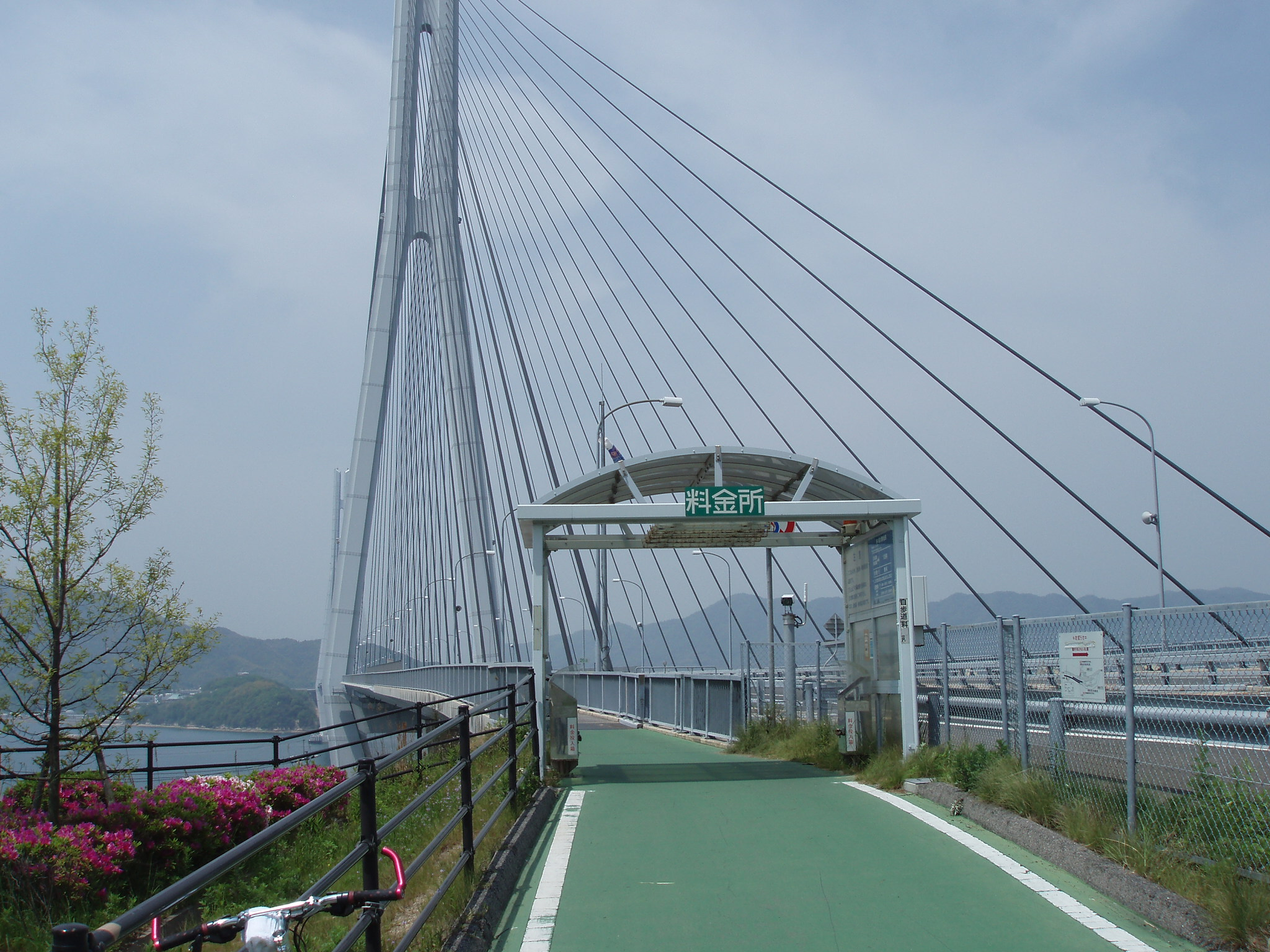
Gran Puente de Tatara, carril de bicicletas.

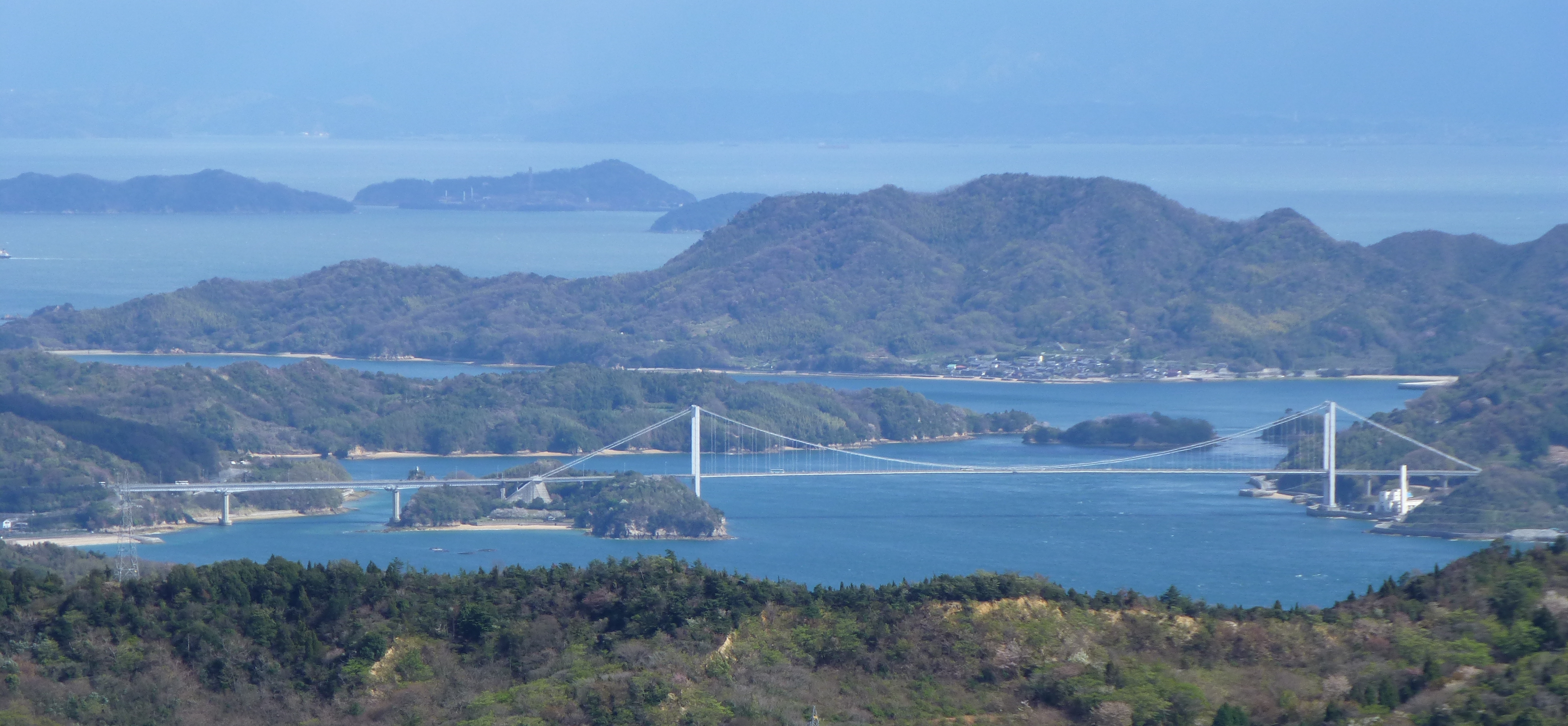
Gran Puente Hakata-Ōshima.

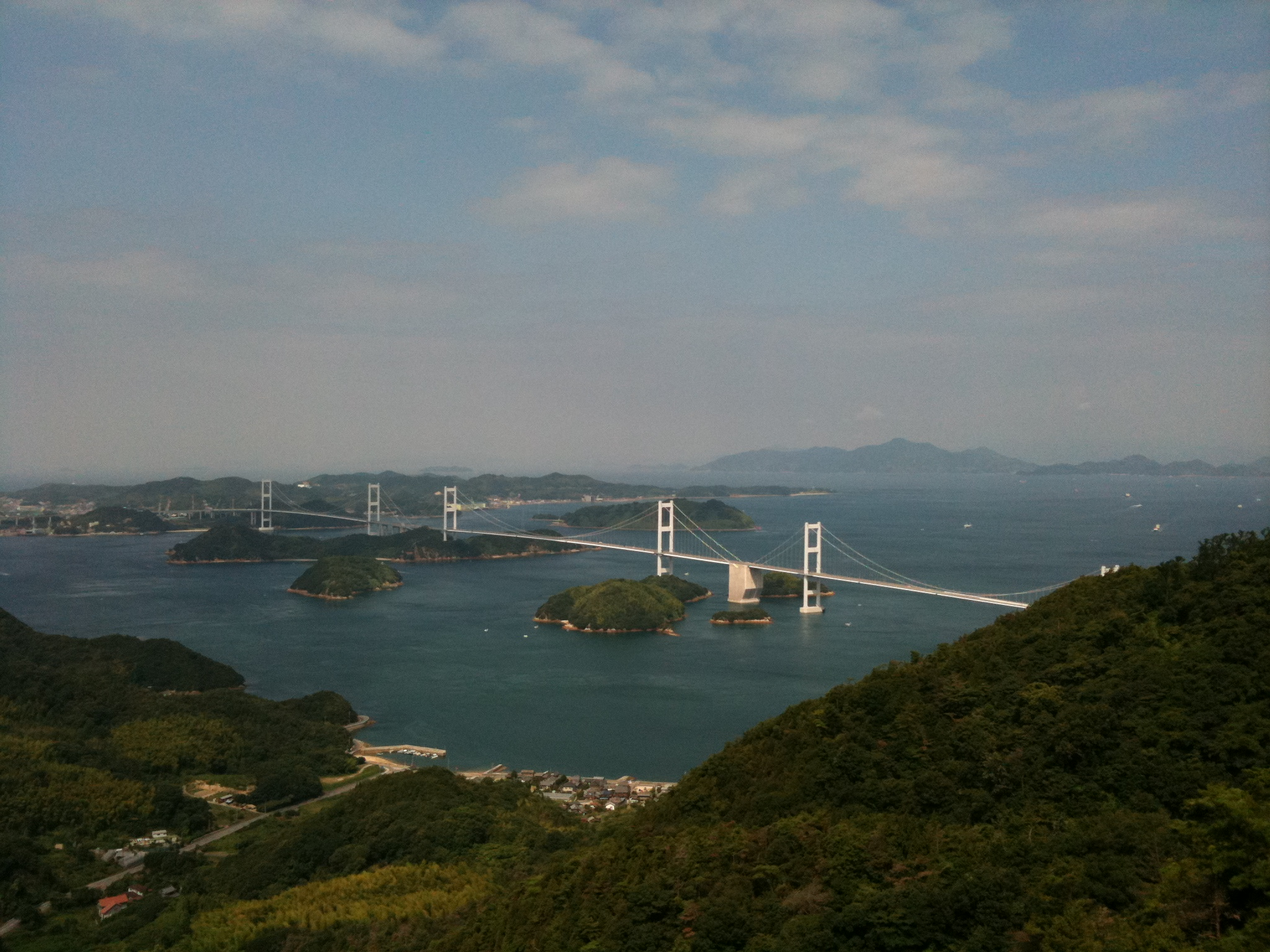
Gran Puente del Estrecho de Kurushima.

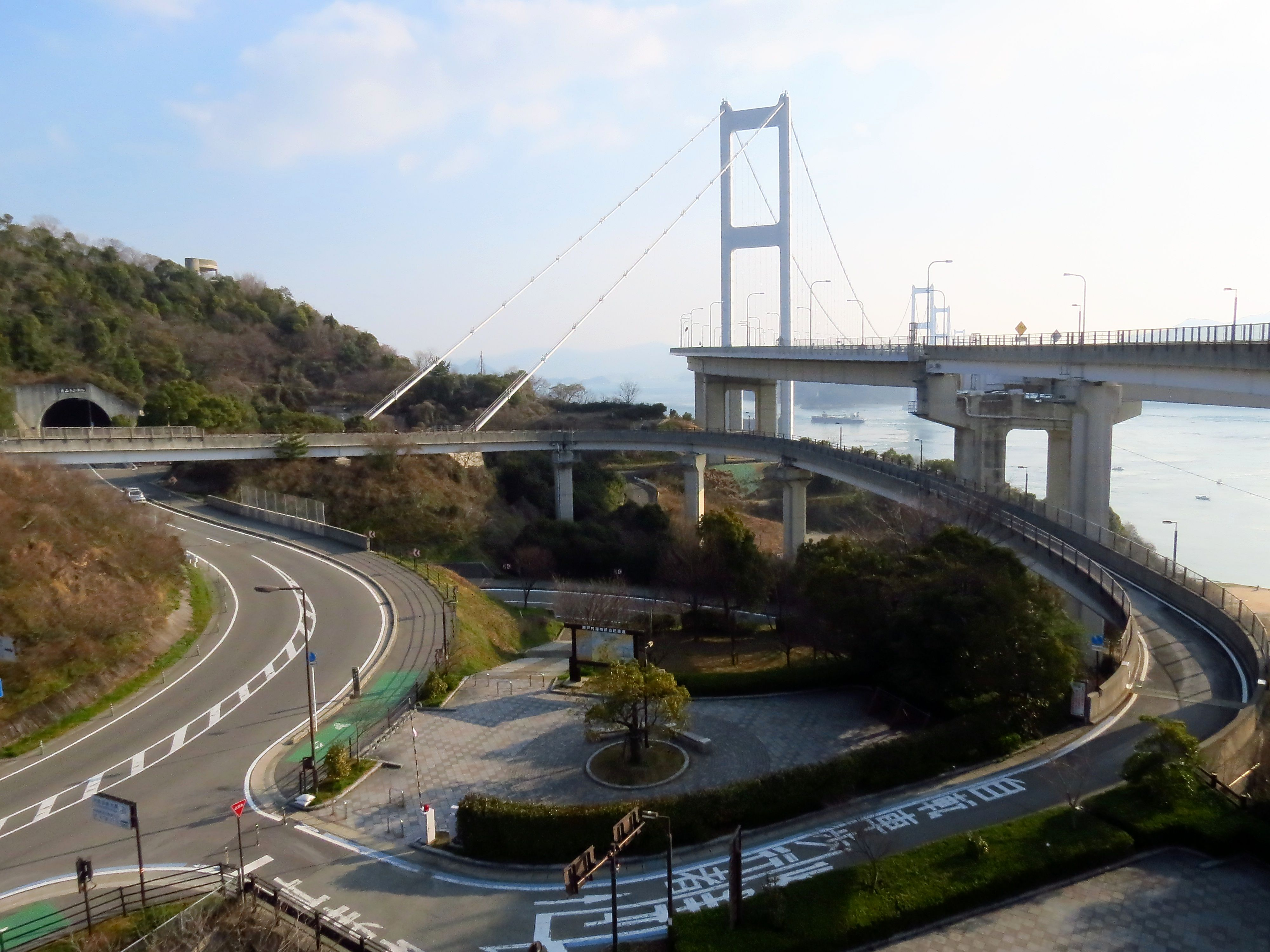
Tercer puente del Gran Puente del Estrecho de Kurushima, rampa de acceso al carril de bicicletas, en la Isla Shikoku.

- IC - Intercambiador, SIC - Intercambiador smart,[2] JCT - Cruce intercambiador, PA - Área de parqueo, SA - Área de servicio, BR - Puente, TN - Túnel, TB - Peaje, BS - Parada bus.

| N.º                                                            | Dist. desde origen | Nombre                                                                | Conexiones                                   | BS | Notas                                                                    | Localización | Localización |
| -------------------------------------------------------------- | ------------------ | --------------------------------------------------------------------- | -------------------------------------------- | -- | ------------------------------------------------------------------------ | ------------ | ------------ |
| A través de Autopista San'yō                                   |                    |                                                                       |                                              |    |                                                                          |              |              |
| 1 IC                                                           | 0.0                | Nishiseto-Onomichi [(西瀬戸尾道)                                      | Ruta Nacional 2 Ruta Nacional 2 Bypass       |    | Isla Honshū                                                              | Onomichi     | Hiroshima    |
| 2 IC                                                           | 3.1                | Onomichi-Oohashi (尾道大橋)                                           | Ruta Nacional 317                            |    | Isla Honshū                                                              | Onomichi     | Hiroshima    |
| - BR                                                           |                    | Nuevo Gran Puente Onomichi 新尾道大橋                                 |                                              |    | Puente paralelo: Gran Puente Onomichi (尾道大橋) de la Ruta Nacional 317 | Onomichi     | Hiroshima    |
| - BS                                                           | 4.4                | Mukai-Higashi (向東)                                                  |                                              | ○  | Isla Mukai-Shima (Mukō-jima)                                             | Onomichi     | Hiroshima    |
| 3 IC                                                           | 6.6                | Mukai-Shima (向島)                                                    | Ruta Nacional 317                            | ○  | Isla Mukai-Shima (Mukō-jima)                                             | Onomichi     | Hiroshima    |
| - BR                                                           |                    | Gran Puente de Innoshima 因島大橋                                     |                                              |    |                                                                          | Onomichi     | Hiroshima    |
| - PA                                                           | 11.0               | Oohama (大浜)                                                         |                                              | ○  | Isla Inno-Shima                                                          | Onomichi     | Hiroshima    |
| 4 IC                                                           | 13.3               | Innoshima-Kita (因島北)                                               | Ruta Prefectural Hiroshima 367               |    | Isla Inno-Shima                                                          | Onomichi     | Hiroshima    |
| - BS                                                           | 14.1               | Shigei (重井)                                                         |                                              | ○  | Isla Inno-Shima                                                          | Onomichi     | Hiroshima    |
| 5 IC                                                           | 16.5               | Innoshima-Minami (因島南)                                             | Ruta Nacional 317                            |    | Isla Inno-Shima                                                          | Onomichi     | Hiroshima    |
| - BR                                                           |                    | Puente de Ikuchi 生口橋                                               |                                              |    |                                                                          | Onomichi     | Hiroshima    |
| 6 IC                                                           | 18.0               | Ikuchishima-Kita (生口島北)                                           | Ruta Prefectural Hiroshima 81                |    | Isla Ikuchi-Shima                                                        | Onomichi     | Hiroshima    |
| - TN                                                           |                    | Túnel Sunoe 447 m                                                     |                                              |    |                                                                          | Onomichi     | Hiroshima    |
| - TN                                                           |                    | Túnel Seto-Da 717 m                                                   |                                              |    |                                                                          | Onomichi     | Hiroshima    |
| - BS                                                           | 21.3               | Seto-Da (瀬戸田)                                                      | Ruta Prefectural Hiroshima 372               | ○  | Isla Ikuchi-Shima                                                        | Onomichi     | Hiroshima    |
| 7 IC                                                           | 24.5               | Ikuchishima-Minami (生口島南)                                         | Ruta Nacional 317                            |    | Isla Ikuchi-Shima                                                        | Onomichi     | Hiroshima    |
| - PA                                                           | 26.0               | Seto-da (瀬戸田)                                                      |                                              | ○  | Isla Ikuchi-Shima                                                        | Onomichi     | Hiroshima    |
| - BR                                                           |                    | Gran Puente de Tatara 多々羅大橋                                      |                                              |    |                                                                          | Onomichi     | Hiroshima    |
| 8 IC                                                           | 29.5               | Ōmi-Shima (大三島)                                                    | Ruta Nacional 317                            | ○  | Isla Ōmi-Shima                                                           | Imabari      | Ehime        |
| - PA                                                           | 31.9               | Kami-Ura (上浦)                                                       |                                              | ○  | Isla Ōmi-Shima                                                           | Imabari      | Ehime        |
| - BR                                                           |                    | Puente de Ōmishima 大三島橋                                           |                                              |    |                                                                          | Imabari      | Ehime        |
| 9 IC                                                           | 36.3               | Hakata-Shima (伯方島)                                                 | Ruta Nacional 317                            | ○  | Isla Hakata-Shima                                                        | Imabari      | Ehime        |

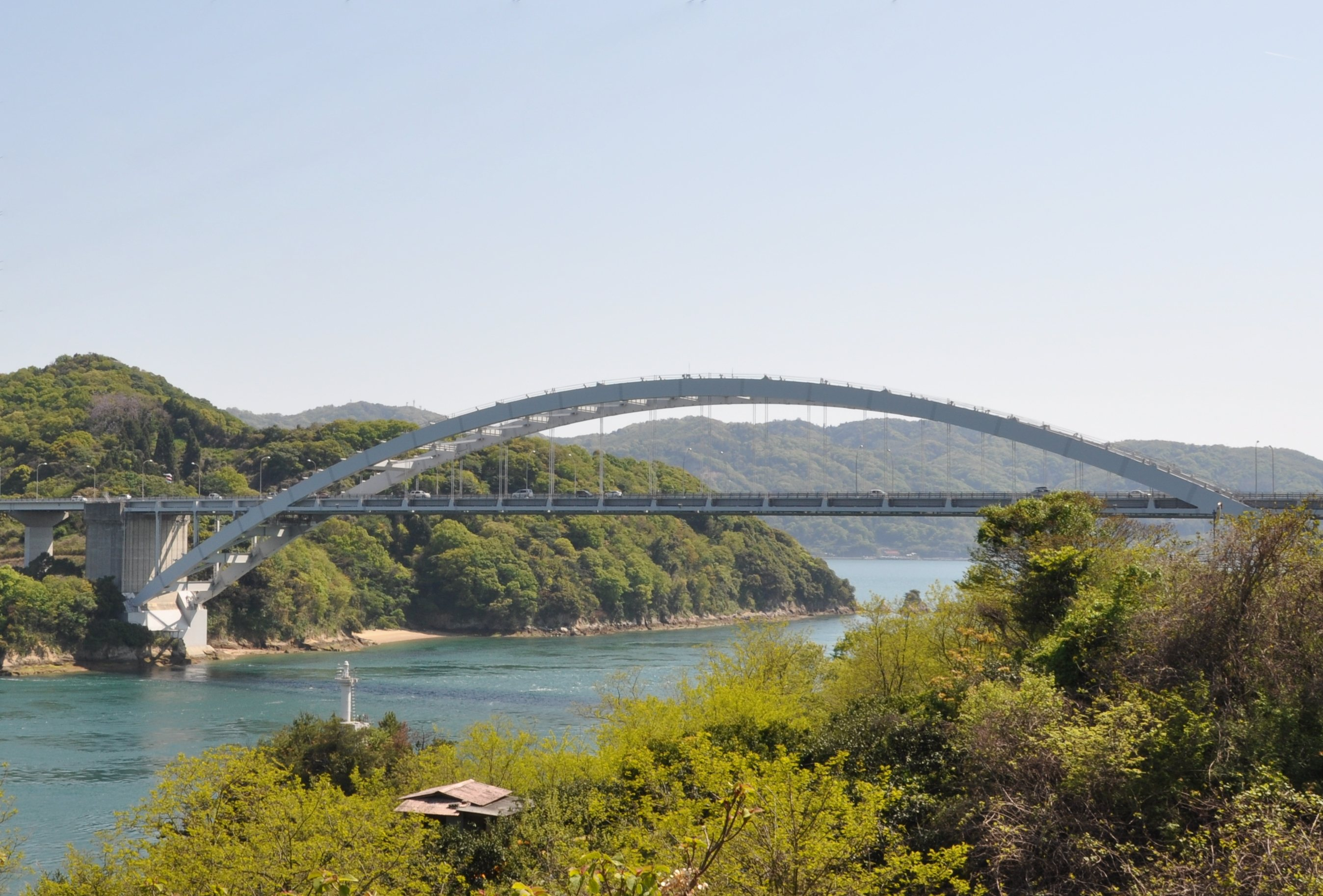
Puente de Ōmishima.

| - BR                                                           |                    | Puente de Hakata del Gran Puente Hakata-Ōshima 伯方・大島大橋         |                                              |    | Puente doble, entre las islas Hakata-Shima, Michika-Shima y Ō-Shima      | Imabari      | Ehime        |
|                                                                |                    | (見近島)                                                              |                                              |    | Isla Michika-Shima                                                       | Imabari      | Ehime        |
| - BR                                                           |                    | Gran Puente de Ōshima del Gran Puente Hakata-Ōshima 伯方・大島大橋    |                                              |    | Puente doble, entre las islas Hakata-Shima, Michika-Shima y Ō-Shima      | Imabari      | Ehime        |
| - TN                                                           |                    | Túnel Miyakubo 1.420 m                                                |                                              |    | Isla Ō-Shima                                                             | Imabari      | Ehime        |
| 10 IC                                                          | 40.6               | Ōshima-Kita (大島北)                                                  | Ruta Nacional 317                            |    | Isla Ō-Shima                                                             | Imabari      | Ehime        |
| - BS                                                           | 42.1               | Ōshima (大島)                                                         |                                              | ○  | Isla Ō-Shima                                                             | Imabari      | Ehime        |
| 11 IC                                                          | 46.9               | Ōshima-Minami (大島南)                                                | Ruta Nacional 317                            |    | Isla Ō-Shima                                                             | Imabari      | Ehime        |
| - TN                                                           |                    | Túnel Yoshiumi 360 m                                                  |                                              |    | Isla Ō-Shima                                                             | Imabari      | Ehime        |
| - PA                                                           |                    | Yoshiumi (吉海)                                                       | Ruta Nacional 317 Ruta Prefectural Ehime 49  | ○  | Isla Ō-Shima                                                             | Imabari      | Ehime        |
| - BR                                                           |                    | Primer puente del Gran Puente del Estrecho de Kurushima 来島海峡大橋  |                                              |    | Puente triple, entre las islas Ō-Shima, Mushi-Shima, Uma-Shima y Shikoku | Imabari      | Ehime        |
|                                                                |                    | (武志島)                                                              |                                              |    | Isla Mushi-Shima                                                         | Imabari      | Ehime        |
| - BR                                                           |                    | Segundo puente del Gran Puente del Estrecho de Kurushima 来島海峡大橋 |                                              |    | Puente triple, entre las islas Ō-Shima, Mushi-Shima, Uma-Shima y Shikoku | Imabari      | Ehime        |
| 11-1 BS (IC)                                                   | 51.2               | Uma-Shima (馬島)                                                      |                                              | ○  | Isla Uma-Shima                                                           | Imabari      | Ehime        |
| - BR                                                           |                    | Tercer puente del Gran Puente del Estrecho de Kurushima 来島海峡大橋  |                                              |    | Puente triple, entre las islas Ō-Shima, Mushi-Shima, Uma-Shima y Shikoku | Imabari      | Ehime        |
| 12 SA                                                          | 54.2               | Kurushima-Kaikyō (来島海峡)                                           | Ruta Nacional 317 Ruta Prefectural Ehime 161 | ○  | Isla Shikoku                                                             | Imabari      | Ehime        |
| 12 IC                                                          | 54.2               | Imabari-Kita (今治北)                                                 | Ruta Nacional 317 Ruta Prefectural Ehime 161 | ○  | Isla Shikoku                                                             | Imabari      | Ehime        |
| - TN                                                           |                    | Túnel Chikamiyama 1.140 m                                             |                                              |    | Isla Shikoku                                                             | Imabari      | Ehime        |
| 13 IC                                                          | 59.4               | Imabari (今治)                                                        | Ruta Nacional 317 Ruta Nacional 196          |    | Isla Shikoku                                                             | Imabari      | Ehime        |
| A través de Autopista Imabari-Komatsu a la Autopista Matsuyama |                    |                                                                       |                                              |    |                                                                          |              |              |